# Хорватская бановина

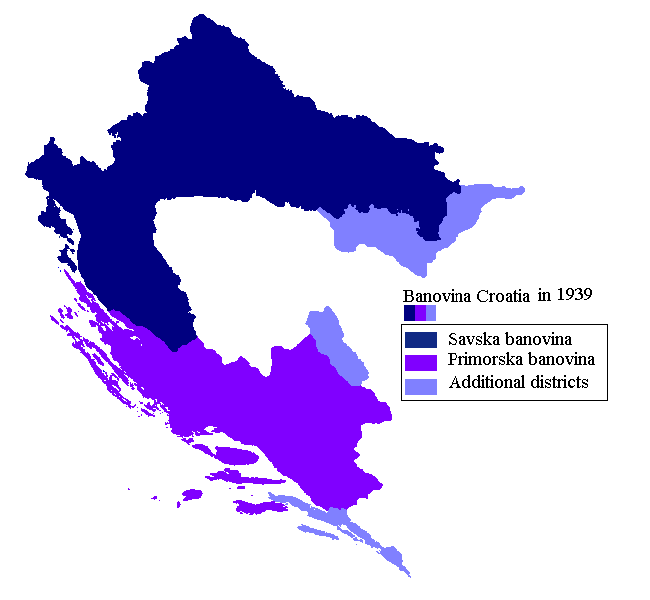
Территории, вошедшие в состав Хорватской бановины

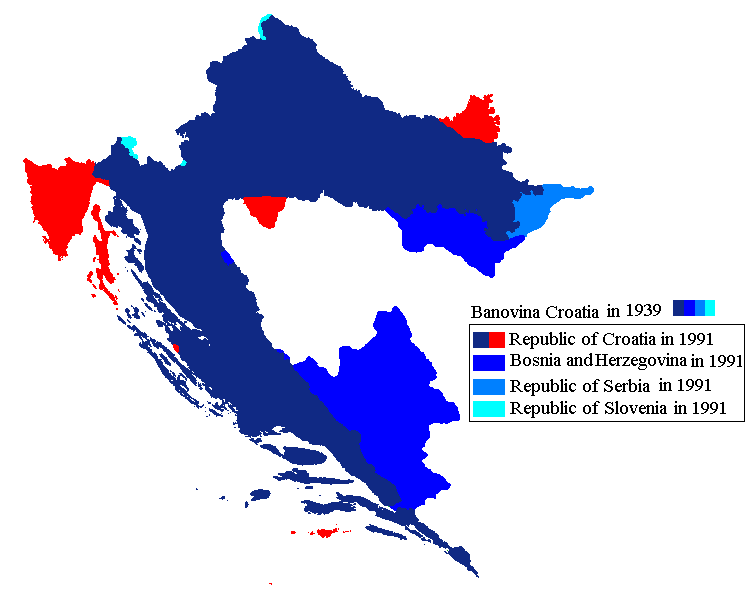
Сравнение границ Хорватской бановины с границами современных государств

Хорватская бановина, также Бановина Хорватия (серб. Бановина Хрватска, хорв. Banovina Hrvatska) — автономная административная единица (бановина) в Королевстве Югославия, существовавшая с 1939 по 1941 год.

## История
Хорватская бановина была создана в 1939 году в результате соглашения Цветковича — Мачека, чтобы объединить большинство хорватов в составе одной административной единицы. Новая бановина получила широкую автономию. Баном был Иван Шубашич. В результате оккупации Югославии в 1941 году территория бановины вошла в состав Независимого государства Хорватия, а в 1945 году была распределена между Хорватией, Боснией и Герцеговиной и Воеводиной (в составе Сербии) в составе ФНРЮ.

## География
Хорватская бановина была самой большой бановиной Югославии и располагалась в западной части королевства, в основном на территории современной Хорватии и 40 % территории Боснии и Герцеговины. Бановина была образована из Савской и Приморской бановин, также включив в себя часть территории Дунайской, Врбасской, Дринской и Зетской бановин. Бановина граничила на севере с Дравской бановиной и Венгрией, на востоке с Дунайской, Дринской, Врбасской и Зетской бановинами, на юге с Адриатическим морем, на западе с Адриатическим морем и Италией. Столицей бановины был Загреб.

## Население
Бановина была учреждена с целью сосредоточить в её пределах всё хорватское население Югославии. В итоге 74 % населения составляли хорваты, 19 % сербы. Из 99 котаров бановины хорваты составляли большинство в 81, сербы в 17, бошняки в 1.